# Dubrovniško-neretvanska županija
Dubrovniško-neretvanska županija (hrvaško Dubrovačko-neretvanska županija) je ena izmed 21 županij Hrvaške. Glavno mesto županije je Dubrovnik. Po popisu iz leta 2021 je imela županija 115.862 prebivalcev.

## Upravna delitev
- Mesto Dubrovnik (sedež županije)
- Mesto Korčula (otok Korčula)
- Mesto Metković (Neretvanska eksklava)
- Mesto Opuzen  (Neretvanska eksklava)
- Mesto Ploče  (Neretvanska eksklava)
- Občina Blato (otok Korčula)
- Občina Dubrovačko primorje (1634 prebivalcev 2021, središče v kraju Slano)
- Občina Janjina  (polotok Pelješac)
- Občina Konavle (jugovzhod županije; središče Cavtat)
- Občina Kula Norinska (Neretvanska eksklava)
- Občina Lastovo  (otok Lastovo)
- Občina Lumbarda (otok Korčula)
- Občina Mljet (otok Mljet, središče Babino Polje)
- Občina Orebić (polotok Pelješac)
- Občina Pojezerje (955 prebivalcev 2021, središče Otrić-Seoci) (Neretvanska eksklava)
- Občina Rogotin (Neretvanska eksklava)
- Občina Slivno (1968 prebivalcev 2021) (Neretvanska eksklava)
- Občina Smokvica (otok Korčula)
- Občina Ston  (polotok Pelješac)
- Občina Trpanj (polotok Pelješac)
- Občina Vela Luka (otok Korčula)
- Občina Zažablje (543 prebivalcev 2021) (Neretvanska eksklava)
- Občina Župa Dubrovačka (8700 prebivalcev 2021)